# Christ Johnson-prisen
Christ Johnson-prisen, är ett svenskt musikpris instiftat 1958. Priset ges till tonsättare och är indelat i två klasser, det stora och det mindre priset. En prisnämnd vid Kungliga Musikaliska Akademien utser pristagarna, i allmänhet inom klassisk musik. Prissumman för det stora priset är 200 000 kronor och 80 000 för det lilla priset (2024). Priserna delas ut av kung Carl XVI Gustaf på akademiens högtidsdag.

## Pristagare

### Stora priset
- 1958 – Ingvar Lidholm för Ritornell för orkester
- 1960 – Dag Wirén för Symfoni nr 4
- 1962 – Hilding Rosenberg för Louisville Concerto
- 1964 – Karl-Birger Blomdahl för Symfoni nr 3, Facetter
- 1966 – Bengt Hambraeus för Transfiguration för orkester
- 1968 – Allan Pettersson för Mesto, sats 2 ur Stråkkonsert nr 3
- 1970 – Åke Hermanson för Symfoni nr 1
- 1972 – Sven-Erik Bäck för Movimento II
- 1974 – Bo Nilsson för Brief an Gösta Oswald
- 1976 – Lars-Erik Larsson för Musik för orkester, Orkestervariationer och Due auguri
- 1977 – Jan W. Morthenson för Morendo
- 1979 – Hans Holewa för Symfoni nr 3
- 1981 – Jan Carlstedt för Symfoni nr 2
- 1983 – Anders Eliasson för Canto del Vagabondo
- 1985 – Gunnar de Frumerie
- 1987 – Daniel Börtz
- 1989 – Hans Eklund för mångårigt symfoniskt skapande
- 1991 – Siegfried Naumann för mångårig tonsättargärning, hög estetisk och teknisk nivå, osedvanlig personlig målmedvetenhet och integritet
- 1993 – Sven-Eric Johanson för Symfoni nr 10, Chez nous
- 1995 – Sven-David Sandström för High Mass
- 1996 – Pär Lindgren för Oaijé
- 1997 – Anders Hillborg för Violinkonsert
- 1998 – Jan Sandström för My Assam Dragon för saxofon och orkester
- 1999 – Klas Torstensson för Stick on Stick och Urban Songs
- 2000 – Anders Nilsson för Concerto Grosso nr 1 för saxofonkvartett & orkester
- 2001 – Arne Mellnäs för Labyrinthos för altsaxofon och orkester
- 2002 – André Chini för L'Indien för piano och orkester
- 2003 – Hans Gefors för Njutningen
- 2004 – Miklós Maros för Symfoni nr 4
- 2006 – Maurice Karkoff för en halvsekellång tonsättargärning innefattande många betydande orkesterverk på hög och jämn konstnärlig nivå
- 2007 – Henrik Strindberg för Neptuni åkrar
- 2008 – Per Mårtensson för Flöjtkonsert
- 2009 – Kent Olofsson för Cordes
- 2010 – Jesper Nordin för Residues
- 2011 – Victoria Borisova-Ollas för Golden Dance of the Pharaohs
- 2012 – Benjamin Staern för Worried Souls för klarinett och orkester
- 2014 – Tommie Haglund för Flaminis Aura för cello och orkester
- 2016 – Rolf Martinsson för Orchestral Songs on poems by Emily Dickinson för sopran och orkester
- 2018 – Mats Larsson Gothe för symfoni nr 3 "...de Blanche et Marie..."
- 2020 – Britta Byström
- 2021 – Staffan Storm[1]
- 2022 – B. Tommy Andersson[2]
- 2023 – Marie Samuelsson
- 2024 – Lisa Streich

### Mindre priset
- 1958 – Erland von Koch för Oxbergsvariationer för orkester
- 1960 – Hans Eklund för Musik för orkester
- 1962 – Gunnar Bucht för Symfoni nr 4
- 1964 – Maurice Karkoff för Variazioni per orchestra
- 1966 – Hans Holewa för Komposition för orkester
- 1968 – Lars Johan Werle för baletten Zodiak
- 1970 – Daniel Börtz för Voces, första delen av Kafkatrilogin
- 1972 – Siegfried Naumann för Spettacolo I
- 1974 – Sven-David Sandström för Through and Through
- 1976 – Johnny Grandert för Symfoni nr 4
- 1977 – Anders Eliasson för Canto in Lontananza
- 1979 – Miklós Maros för Symfoni nr 2
- 1981 – Arne Mellnäs
- 1983 – Lars-Erik Rosell för Orgelkonsert
- 1985 – Mikael Edlund
- 1987 – Pär Lindgren för konstnärligt nyskapande
- 1989 – Jan Sandström
- 1991 – Anders Hillborg för Celestial Mechanics
- 1992 – André Chini för Mururoa för violin och orkester
- 1993 – Hans Gefors för orkesterverket Twine(1988) och orkestersatsen i operan Der Park (1992)
- 1994 – Torsten Nilsson för tonsättargärningen
- 1995 – Anders Hultqvist för Time and the Bell
- 1996 – Lars Ekström för Genom skärvan av en prisma
- 1997 – Karin Rehnqvist för Solsången
- 1998 – Kent Olofsson för Hephaestus Forge för slagverk och orkester
- 1999 – Thomas Jennefelt för Musik vid ett berg
- 2000 – Per Mårtensson för Violinkonsert
- 2001 – Ingvar Karkoff för Symfoni nr 1
- 2002 – Fredrik Hedelin för Tecken
- 2003 – Mats Larsson Gothe för Violinkonsert
- 2004 – Jesper Nordin för Sleep now in the fire
- 2005 – Victoria Borisova-Ollas för Symfoni nr 1, The Triumph of Heaven
- 2008 – Mirjam Tally för Turbulence
- 2012 – Britta Byström för Utflykt i det okända
- 2019 – Djuro Zivkovic för Unceasing Prayers[3]
- 2020 – Malin Bång
- 2021 – Lisa Streich[1]
- 2022 – Andrea Tarrodi[2]
- 2023 – Rosali Grankull
- 2024 – Matthew Peterson